# Comal

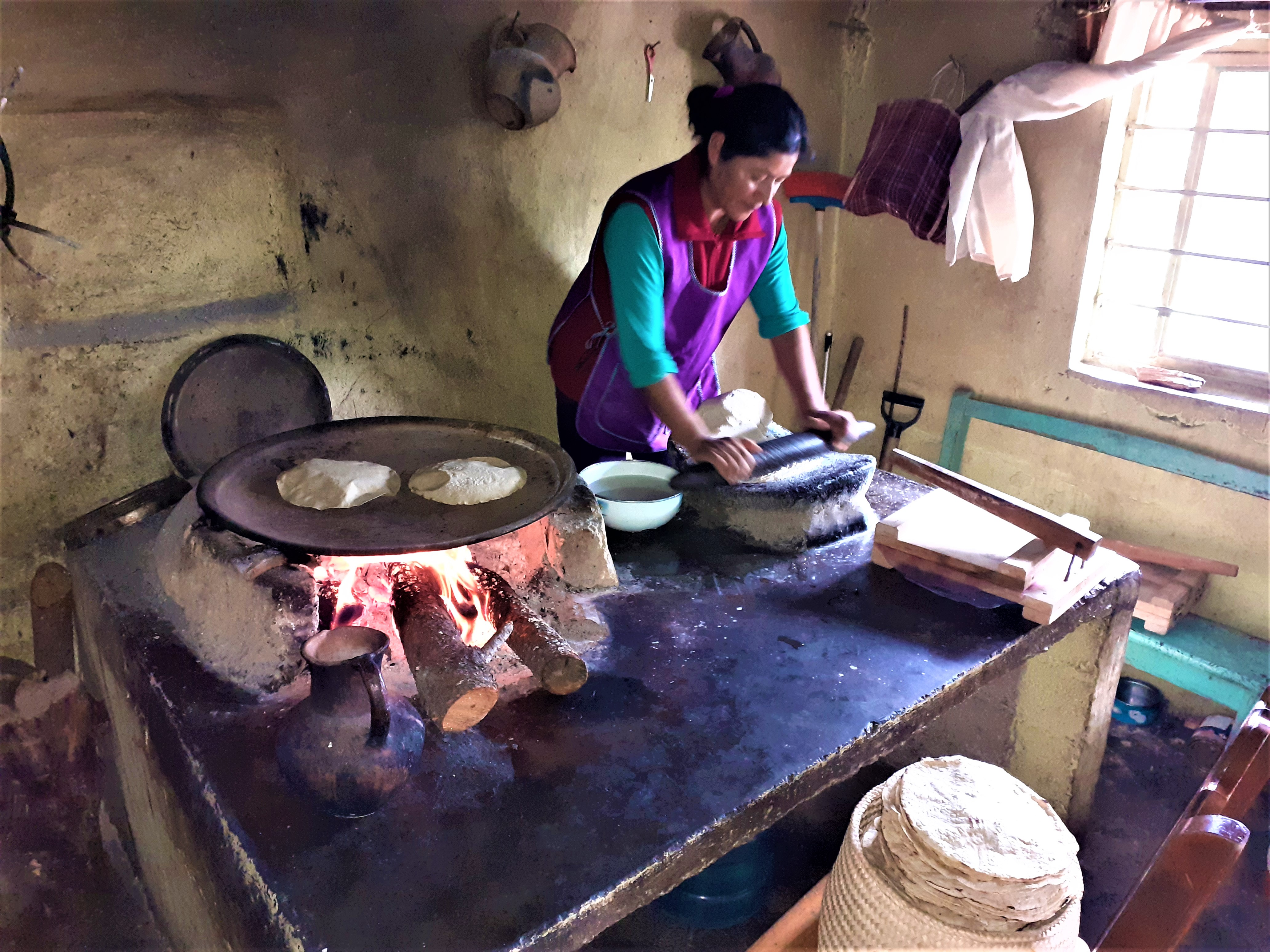
Isabel Nicolás, mujer ñuu savi, utilizando un jiiyo (comal en mixteco) de barro para cocer sus tortillas de maíz con leña en San Juan Achiutla, Oaxaca, México, 2020.

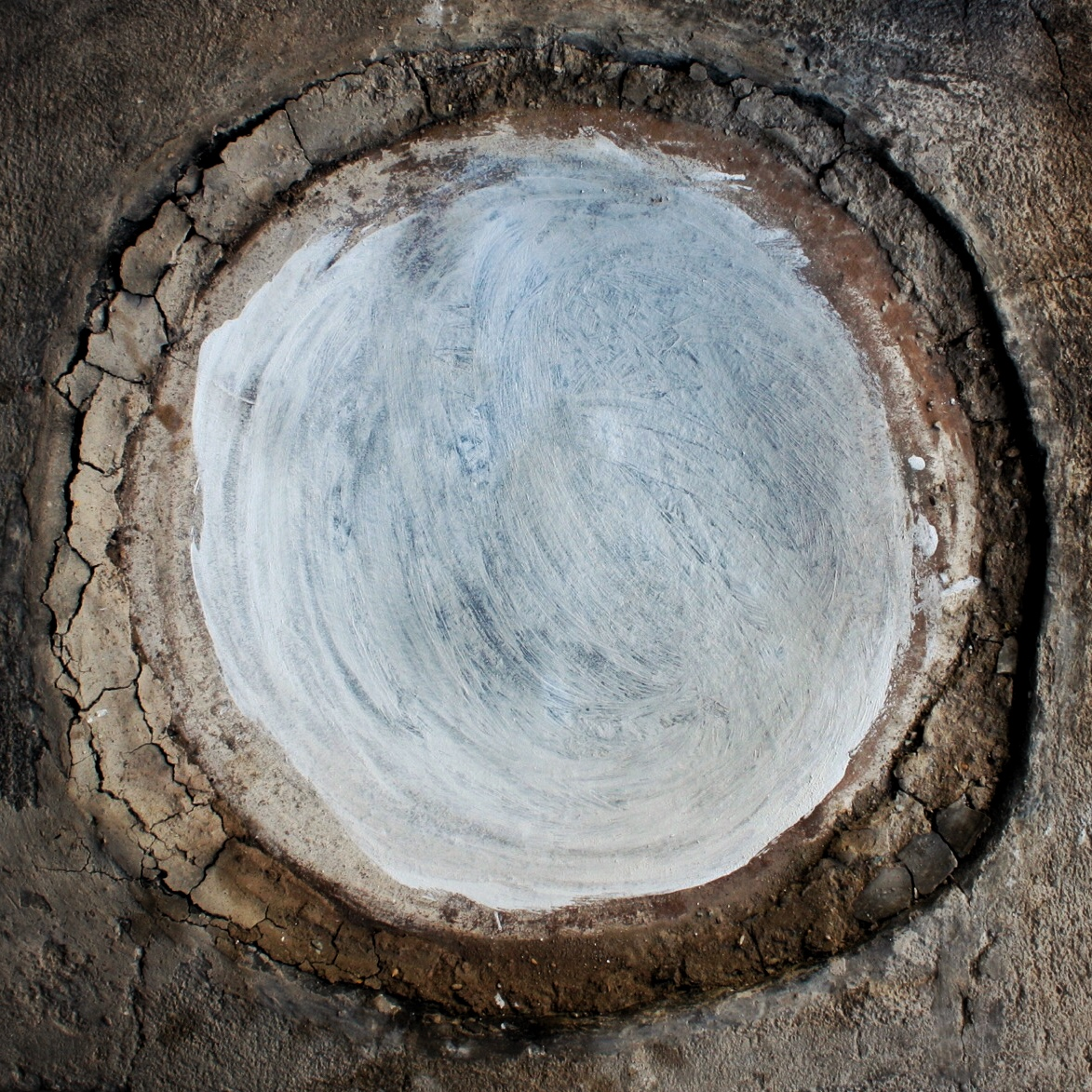
Vista superior de un comal de barro con aplicación de cal en la superficie.

La palabra comal (nahuatlismo de comalli) se utiliza en México y Centroamérica, para referirse a un utensilio de cocina tradicional usado como plancha para cocción. 
El comal tradicional de los nativos de México y América Central es una pieza de alfarería con forma de plato llano elaborado de barro cocido, que se coloca sobre tres o cuatro piedras (llamadas tenamaxtles), que sirven para darle soporte y para poder encender fuego y brasas debajo. Tradicionalmente se utiliza para preparar varios tipos de platillos, en particular, tortillas de maíz, tlayudas y totopos, entre otros.
Los comales de cerámica nuevos suelen recibir un tratamiento superficial llamado "curado" o "curación", que consiste en frotar el comal todavía sin usar con una mezcla de agua y cal, para después dejarlo secar; tratamiento que lo torna antiadherente.
Con la intruducción de sistemas de manufactura y producción los comales también se fabrican en lámina metálica y suelen ser más grandes que los de cerámica. Algunos de ellos tienen una depresión circular en la parte central, que sirve para contener aceite o manteca líquidos, utilizados cuando se efectúa la fritura de varios productos alimenticios.
Refranes mexicanos con la palabra comal:
- Como pepitas en comal. Se dice así de quienes se reúnen a chismear o criticar acremente a los ausentes.
- El comal le dijo a la olla: ¡Mira que tiznada estás! Se refiere a quien critica sin tomar en cuenta sus propios defectos, equivale a la parábola de quien ve la paja en el ojo ajeno pero no la viga en el suyo. Un refrán equivalente en Venezuela es cachicamo diciéndole a morrocoy conchudo. Este refrán también es un tema musical compuesto por Francisco Gabilondo Soler "Cri-Cri".
- El político es como la tortilla en el comal: se voltea por los dos lados. Se refiere a que los políticos cambian de bando según les convenga sin tener convicciones ni valores.
- El que nace tepalcate, ni a comal tiznado llega. Se refiere a que para una persona nacida en condiciones de pobreza, le es muy difícil mejorar su condición social, o a la persona que por ser muy mediocre, difícilmente progresará. El tepalcate es un pedazo de un artefacto de barro de factura muy rústica.
- No le saquen del comal hasta que se haga totopo. Decir a una persona todos sus defectos y verdades siéndole incómodo escucharlas pero que es necesario decirle todas para que se corrija y no terminar sino hasta haber dicho todo. El totopo es una especie de tortilla hecha con masa de maíz que se deja en el intenso calor del comal hasta que está bien tostada, bien deshidratada, bien rígida, sin llegar a quemarse.
- Tener comal y metate. Tener bienestar por contar con lo necesario para vivir o por lo menos tener lo necesario para elaborar alimentos y disfrutar de ellos.